# Distrikt Huancabamba (Oxapampa)
Der Distrikt Huancabamba liegt in der Provinz Oxapampa in der Verwaltungsregion Pasco in Peru. Der Distrikt wurde am 27. November 1944 gegründet. Er besitzt eine Fläche von 1237 km². Beim Zensus 2017 wurden 6891 Einwohner gezählt. Im Jahr 1993 lag die Einwohnerzahl bei 5746, im Jahr 2007 bei 6333. Sitz der Distriktverwaltung ist die 1666 m hoch gelegene Ortschaft Huancabamba mit 1018 Einwohnern (Stand 2017). Huancabamba liegt am Río Huancabamba 21 km nordnordwestlich der Provinzhauptstadt Oxapampa.

## Geographische Lage
Der Distrikt Huancabamba liegt an der Nordostflanke der peruanischen Zentralkordillere im Südwesten der Provinz Oxapampa. Entlang der südwestlichen Distriktgrenze verläuft der Gebirgszug Cordillera Huaguruncho. Der Río Huancabamba entwässert zusammen mit seinem linken Nebenfluss Río Huaylamayo das Areal nach Norden. Entlang der östlichen Distriktgrenze erstreckt sich der Höhenzug Cordillera Yanachaga.
Der Distrikt Huancabamba grenzt im Nordwesten an den Distrikt Pozuzo, im Nordosten an den Distrikt Palcazú, im Südosten an den Distrikt Oxapampa, im zentralen Süden an den Distrikt Chontabamba sowie im Südwesten an den Distrikt Huachón (Provinz Pasco).